# Amath Ndiaye
Amath Ndiaye Diedhiou (* 16. Juli 1996 in Pikine, Region Dakar), auch als Amath bekannt, ist ein senegalesischer Fußballspieler, der als Stürmer für den spanischen Verein RCD Mallorca spielt und aktuell an Real Valladolid ausgeliehen ist.

## Vereinskarriere
Amath wurde in Pikine geboren und kam 2014 von der Jugend von Real Valladolid zu Atlético Madrid. Am 5. September 2015 gab er sein Debüt im Profifußball für die zweite Mannschaft der Madrilenen, als er bei einem 0:0 in der Tercera División gegen CDE Lugo Fuenlabrada eingewechselt wurde.
Am 15. November 2015 erzielte Amath seine ersten Tore bei einem 3:0-Heimsieg gegen CD Móstoles. Am folgenden 6. Januar erzielte er einen Hattrick bei einem 4:1-Auswärtssieg bei AD Parla.
Am 28. August 2016 wurde Amath für ein Jahr an CD Teneriffa in die Segunda División verliehen. Sein Debüt gab er am 3. September, als er Álex García in einer 1:3-Auswärtsniederlage gegen den FC Elche ersetzte. Amath erzielte am 12. Oktober 2016 sein erstes Tor gegen seinen ehemaligen Verein Real Valladolid bei einer 1:3-Auswärtsniederlage in der Copa del Rey.
Amath beendete die Saison mit 12 Toren und war ein Schlüsselspieler für das Team, das die Play-offs für den Aufstieg knapp verpasste. Am 10. August 2017 unterzeichnete er einen Fünfjahresvertrag beim FC Getafe, einem Klub der Primera División, der 50 % seiner Rechte erwarb. Amath debütierte am 20. August 2017 in der obersten Liga des spanischen Fußballs bei einem 0:0 gegen Athletic Bilbao. Am 30. September erzielte er sein erstes Tor bei einer 1:2-Niederlage gegen Deportivo de La Coruña.
Im Oktober 2020 wurde er an RCD Mallorca ausgeliehen. Mallorca verpflichtete ihn im Anschluss an die Leihe fest.
Anfang Februar 2024 wechselte er leihweise mit Kaufoption zu Real Valladolid.